# Ананий II Коласийски
Ананий II Коласийски е български духовник, епископ на Кюстендил (Коласия, Баня).
Ананий II Коласийски е известен от едно писмено прошение, което отправя до руския цар Алексей Михайлович Романов (1645-1676), с което иска помощ за Лесновския манастир. Документът е съставен през 1666 г., но не в Коласия, а „...у место Кратово...“ Кюстендилският митрополит се е подписал като митрополит Кратовски и Бански и прочим.